# Claude Rougagnou
Claude Rougagnou (* unbekannt) ist eine ehemalige französische Tischtennis-Nationalspielerin aus den 1950er Jahren. Sie nahm an fünf Weltmeisterschaften teil.

## Werdegang
Claude Rougagnou, die Tochter eines französischen Stadtkommandanten von Karlsruhe, wurde 1952 Meisterin vom Elsass. Im gleichen Jahr wurde sie französische Jugendmeisterin.
Bei den Nationalen Französischen Meisterschaften gewann sie acht Titel: Im Einzel 1957 und 1959, im Doppel 1955, 1956 und 1960 jeweils mit Christiane Watel sowie im Mixed 1958, 1959 (mit René Roothooft) und 1961 (mit Maurice Granier). Von 1954 bis 1961 wurde sie fünfmal für Weltmeisterschaften nominiert. Dabei kam sie im Mannschaftswettbewerb 1954 und 1955 auf Platz vier. 1960 wurde sie in der Rangliste Frankreichs Platz eins.
Im März 1954 nahm sie in Koblenz am ersten deutsch-französischen Länderkampf nach dem Zweiten Weltkrieg teil.
Mitte der 1950er Jahre spielte sie für den deutschen Verein ESV Karlsruhe, mit dem sie 1957 in der Endrunde um die deutsche Mannschaftsmeisterschaft antrat.

## Turnierergebnisse
| Verband | Veranstaltung     | Jahr | Ort       | Land | Einzel    | Doppel    | Mixed     | Team |
| ------- | ----------------- | ---- | --------- | ---- | --------- | --------- | --------- | ---- |
| FRA     | Weltmeisterschaft | 1961 | Peking    | CHN  | letzte 64 | letzte 32 | letzte 64 | 7    |
| FRA     | Weltmeisterschaft | 1959 | Dortmund  | FRG  | letzte 64 | letzte 16 | letzte 64 | 7    |
| FRA     | Weltmeisterschaft | 1957 | Stockholm | SWE  | letzte 64 | letzte 16 | letzte 32 | 7    |
| FRA     | Weltmeisterschaft | 1955 | Utrecht   | NED  | letzte 64 | letzte 32 | letzte 32 | 4    |
| FRA     | Weltmeisterschaft | 1954 | Wembley   | ENG  | letzte 16 | letzte 32 | letzte 64 | 4    |